# SQUALL (笠浩二の曲)
SQUALL（スコール）は、 AREX-destinyの2枚目のシングル。CDで発売された。

## 解説
- 笠浩二のソロシングルとしては通算5枚目の作品。

## 収録曲
| 全作詞・作曲・編曲: 笠浩二。 |                      |        |            |
| #                            | タイトル             | 作詞   | 作曲・編曲 |
| 1.                           | 「Squall」(スコール) | 笠浩二 | 笠浩二     |